# Нам Ый Чхоль
Нам Ый Чхоль (кор. 남의철; 16 июля 1981, Сеул) — корейский боец смешанного стиля, представитель лёгкой весовой категории. Выступает на профессиональном уровне начиная с 2006 года, известен по участию в турнирах таких бойцовских организаций как UFC, M-1 Global, Road FC, Legend FC, Spirit MC, владел титулами чемпиона Road FC и Spirit MC в лёгком весе.

## Биография
Нам Ый Чхоль родился 16 июля 1981 года в Сеуле. Практиковал дзюдо и тхэквондо, имеет в обеих этих дисциплинах чёрные пояса. Также является обладателем пурпурного пояса по бразильскому джиу-джитсу.
Дебютировал в смешанных единоборствах на профессиональном уровне в феврале 2006 года, победив за один вечер сразу двоих соперников. Первое время дрался в небольшом корейском промоушене Spirit MC, в общей сложности одержал здесь восемь побед, в том числе завоевал титул чемпиона.
В 2008 году начал сотрудничать с российской организацией M-1 Global, на турнирах M-1 Challenge в России и Японии потерпел первые в профессиональной карьере поражения — решением большинства судей от россиянина Михаила Малютина и единогласным решением от американца Дейва Дженсена соответственно. В третьем бою в рамках M-1 выиграл единогласным решением у бразильца Акрана Диаса.
Когда в 2010 году в Южной Корее появился собственный крупный промоушен Road Fighting Championship, Нам сразу же подписал с ним контракт и выступил на первом же турнире в главном событии вечера, где нокаутировал японца Коту Окадзаву. Кроме того, выступал в этот период в организации Legend FC. В Road FC владел титулом чемпиона в лёгкой весовой категории, тогда как в и Legend FC был претендентом на чемпионский пояс, однако чемпионский бой проиграл.
Имея в послужном списке семнадцать побед и только четыре поражения, в 2014 году Нам Ый Чхоль присоединился к крупнейшей бойцовской организации мира Ultimate Fighting Championship и дебютировал здесь с победы раздельным решением над японцем Кадзуки Токудомэ, получив награду за лучшее выступление вечера. Для следующего боя спустился в полулёгкий вес, но это не принесло ему успеха, американец Филлип Новер выиграл у него раздельным решением судей. Затем последовало поражение раздельным решением от Майка де ла Торре, после чего корейский боец был уволен из UFC.

## Статистика в профессиональном ММА
| Боёв 27  | Побед 18 | Поражений 8 |
| -------- | -------- | ----------- |
| Нокаутом | 8        | 2           |
| Сдачей   | 1        | 1           |
| Решением | 9        | 5           |
| Ничьи    | 1        | 1           |

| Результат | Рекорд | Соперник               | Способ                 | Турнир                                              | Дата             | Раунд | Время | Место                   | Примечание                                                   |
| --------- | ------ | ---------------------- | ---------------------- | --------------------------------------------------- | ---------------- | ----- | ----- | ----------------------- | ------------------------------------------------------------ |
| Поражение | 18-8-1 | Том Сантус             | KO (удары руками)      | Road FC 40                                          | 15 июля 2017     | 1     | 0:07  | Сеул, Южная Корея       | Стартовый этап турнира Road FC $1 Million.                   |
| Поражение | 18-7-1 | Том Сантус             | TKO (удары руками)     | Road FC 38                                          | 15 апреля 2017   | 2     | 2:30  | Сеул, Южная Корея       | Отборочный этап турнира Road FC $1 Million.                  |
| Поражение | 18-6-1 | Майк де ла Торре       | Раздельное решение     | UFC Fight Night: Henderson vs. Masvidal             | 28 ноября 2015   | 3     | 5:00  | Сеул, Южная Корея       |                                                              |
| Поражение | 18-5-1 | Филлип Новер           | Раздельное решение     | UFC Fight Night: Edgar vs. Faber                    | 16 мая 2015      | 3     | 5:00  | Пасай, Филиппины        | Дебют в полулёгком весе.                                     |
| Победа    | 18-4-1 | Кадзуки Токудомэ       | Раздельное решение     | The Ultimate Fighter China Finale: Kim vs. Hathaway | 1 марта 2014     | 3     | 5:00  | Макао, Китай            | Лучший бой вечера.                                           |
| Победа    | 17-4-1 | Такасукэ Кумэ          | Единогласное решение   | Road FC 13                                          | 12 октября 2013  | 3     | 5:00  | Куми, Южная Корея       | Защитил титул чемпиона Road FC в лёгком весе.                |
| Победа    | 16-4-1 | Такасукэ Кумэ          | Единогласное решение   | Road FC 11                                          | 13 апреля 2013   | 4     | 5:00  | Сеул, Южная Корея       | Выиграл титул чемпиона Road FC в лёгком весе.                |
| Победа    | 15-4-1 | Вуйисиле Колосса       | Раздельное решение     | Road FC 10                                          | 24 ноября 2012   | 3     | 5:00  | Пусан, Южная Корея      | Полуфинал гран-при Road FC в лёгком весе.                    |
| Победа    | 14-4-1 | Масахиро Торю          | KO (удары руками)      | Road FC 9                                           | 15 сентября 2012 | 1     | 1:32  | Вонджу, Южная Корея     | Четвертьфинал гран-при Road FC в лёгком весе.                |
| Поражение | 13-4-1 | Джадамба Нарантунгалаг | Сдача (гильотина)      | Legend FC 8                                         | 30 марта 2012    | 2     | 0:58  | Гонконг, Китай          | Бой за титул чемпиона Legend FC лёгком весе.                 |
| Победа    | 13-3-1 | Вуйисиле Колосса       | Единогласное решение   | Road FC 5                                           | 3 декабря 2011   | 3     | 5:00  | Сеул, Южная Корея       |                                                              |
| Победа    | 12-3-1 | Томоёси Ивамия         | Единогласное решение   | Road FC 4                                           | 3 октября 2011   | 3     | 5:00  | Сеул, Южная Корея       |                                                              |
| Победа    | 11-3-1 | Роб Хилл               | TKO (удары руками)     | Legend FC 5                                         | 16 июля 2011     | 2     | 1:12  | Макао, Китай            |                                                              |
| Поражение | 10-3-1 | Эдриан Панг            | Раздельное решение     | Legend FC 4                                         | 27 января 2011   | 3     | 5:00  | Гонконг, Китай          |                                                              |
| Победа    | 10-2-1 | Кота Окадзава          | KO (удар рукой)        | Road FC 1                                           | 23 октября 2010  | 1     | 4:00  | Сеул, Южная Корея       |                                                              |
| Ничья     | 9-2-1  | Эдриан Панг            | Ничья                  | Legend FC 1                                         | 11 января 2010   | 3     | 5:00  | Гонконг, Китай          |                                                              |
| Победа    | 9-2    | Акран Диас             | Единогласное решение   | M-1 Challenge 17: Korea                             | 4 июля 2009      | 3     | 5:00  | Сеул, Южная Корея       |                                                              |
| Поражение | 8-2    | Дейв Дженсен           | Единогласное решение   | M-1 Challenge 14: Japan                             | 29 апреля 2009   | 2     | 5:00  | Токио, Япония           |                                                              |
| Поражение | 8-1    | Михаил Малютин         | Решение большинства    | M-1 Challenge 9: Russia                             | 21 ноября 2008   | 2     | 5:00  | Санкт-Петербург, Россия |                                                              |
| Победа    | 8-0    | Ким Се Ён              | TKO (удары руками)     | Spirit MC 18: The Champion                          | 31 августа 2008  | 1     | 0:52  | Сеул, Южная Корея       |                                                              |
| Победа    | 7-0    | Ю Ву Сон               | TKO (удары руками)     | Spirit MC 10: Welterweight GP Final                 | 4 ноября 2006    | 2     | 0:22  | Сеул, Южная Корея       | Выиграл титул чемпиона Spirit MC в полусреднем весе (70 кг). |
| Победа    | 6-0    | Ким Хен Ки             | Сдача (удушение сзади) | Spirit MC 10: Welterweight GP Final                 | 4 ноября 2006    | 2     | 1:55  | Сеул, Южная Корея       |                                                              |
| Победа    | 5-0    | Чхве Ён Кван           | Решение большинства    | Spirit MC 9: Welterweight GP Opening                | 8 октября 2006   | 3     | 5:00  | Сеул, Южная Корея       |                                                              |
| Победа    | 4-0    | Чжон Чон Иль           | Единогласное решение   | Spirit MC 8: Only One                               | 22 апреля 2006   | 3     | 5:00  | Сеул, Южная Корея       |                                                              |
| Победа    | 3-0    | Чхве Ён Кван           | TKO (удары руками)     | Spirit MC 8 — Only One                              | 22 апреля 2006   | 1     | 0:23  | Сеул, Южная Корея       |                                                              |
| Победа    | 2-0    | Ян Дук Ён              | TKO (удары руками)     | Spirit MC: Interleague 3                            | 11 февраля 2006  | 1     | 1:33  | Сеул, Южная Корея       |                                                              |
| Победа    | 1-0    | Юн Сон Ёп              | KO (удар рукой)        | Spirit MC: Interleague 3                            | 11 февраля 2006  | 1     | 2:32  | Сеул, Южная Корея       |                                                              |